# Primera División 2009/10 (Argentinië)
De Primera División 2009/10 was het 81e seizoen van het Argentijns nationaal voetbalkampioenschap. Het ging van start op 21 augustus 2009 en eindigde op 16 mei 2010.

## Apertura

### Eindklassement
| №  | Club                               | WG | W  | G | V  | DV | DT | +/– | Punten |
| -- | ---------------------------------- | -- | -- | - | -- | -- | -- | --- | ------ |
|    | CA Banfield                        | 19 | 12 | 5 | 2  | 25 | 11 | +14 | 41     |
| 2  | Newell’s Old Boys                  | 19 | 12 | 3 | 4  | 26 | 15 | +11 | 39     |
| 3  | Colón de Santa Fe                  | 19 | 10 | 4 | 5  | 27 | 16 | +11 | 34     |
| 4  | Independiente                      | 19 | 10 | 4 | 5  | 30 | 20 | +10 | 34     |
| 5  | CA Vélez Sársfield                 | 19 | 10 | 4 | 5  | 29 | 21 | +8  | 34     |
| 6  | Argentinos Juniors                 | 19 | 8  | 8 | 3  | 29 | 20 | +9  | 32     |
| 7  | CA San Lorenzo de Almagro          | 19 | 9  | 5 | 5  | 28 | 20 | +8  | 32     |
| 8  | Estudiantes de La Plata            | 19 | 9  | 4 | 6  | 28 | 19 | +9  | 31     |
| 9  | CA Lanús                           | 19 | 8  | 7 | 4  | 26 | 17 | +9  | 31     |
| 10 | Rosario Central                    | 19 | 8  | 7 | 4  | 21 | 14 | +7  | 31     |
| 11 | Boca Juniors                       | 19 | 7  | 6 | 6  | 28 | 24 | +4  | 27     |
| 12 | Arsenal de Sarandí                 | 19 | 7  | 6 | 6  | 20 | 24 | –4  | 27     |
| 13 | Club Atlético San Martín (Tucumán) | 19 | 6  | 4 | 9  | 24 | 32 | –8  | 22     |
| 14 | River Plate                        | 19 | 5  | 6 | 8  | 23 | 26 | –3  | 21     |
| 15 | Chacarita Juniors                  | 19 | 5  | 4 | 10 | 18 | 25 | –7  | 19     |
| 16 | Racing Club de Avellaneda          | 19 | 4  | 5 | 10 | 17 | 26 | –9  | 17     |
| 17 | Godoy Cruz Antonio Tomba           | 19 | 3  | 7 | 9  | 18 | 28 | –10 | 16     |
| 18 | Gimnasia y Esgrima de La Plata     | 19 | 3  | 4 | 12 | 16 | 29 | –13 | 13     |
| 19 | Club Atlético Huracán              | 19 | 2  | 5 | 12 | 12 | 34 | –22 | 11     |
| 20 | Club Atlético Tigre                | 19 | 2  | 2 | 15 | 18 | 42 | –24 | 8      |

|  | Kwalificatie voor de tweede ronde van de Copa Libertadores 2010 |

### Topscorers
- In onderstaand overzicht zijn alleen de spelers opgenomen met tien of meer treffers achter hun naam.

| № | Speler             | Club               | Goals | Pen. | Duels | Gem |
| - | ------------------ | ------------------ | ----- | ---- | ----- | --- |
| 1 | Santiago Silva     | CA Banfield        | 14    | 3    |       |     |
| 2 | Federico Nieto     | CA Colón           | 12    | 1    |       |     |
| 3 | Joaquín Boghossian | Newell's Old Boys  | 11    | 0    |       |     |
| 4 | Darío Gandín       | Independiente      | 10    | 2    |       |     |
| 5 | Gabriel Hauche     | Argentinos Juniors | 10    | 0    |       |     |

### Scheidsrechters
| Naam             | Geboren    | Duels | Kreeg geel | Kreeg voor de tweede keer geel en dus rood | Weggestuurd |
| ---------------- | ---------- | ----- | ---------- | ------------------------------------------ | ----------- |
| Rafael Furchi    | 28.01.1966 | 16    | 77         | 3                                          | 1           |
| Diego Abal       | 28.12.1971 | 14    | 65         | 3                                          | 0           |
| Carlos Maglio    | 07.07.1965 | 14    | 63         | 1                                          | 2           |
| Javier Collado   | 29.08.1967 | 13    | 71         | 3                                          | 1           |
| Pablo Lunati     | 05.06.1967 | 13    | 42         | 0                                          | 1           |
| Sergio Pezzotta  | 28.11.1967 | 13    | 70         | 4                                          | 2           |
| Néstor Pitana    | 17.06.1975 | 13    | 45         | 1                                          | 0           |
| Cristian Faraoni | 30.12.1973 | 12    | 63         | 2                                          | 1           |
| Mauro Giannini   | 04.01.1977 | 11    | 66         | 0                                          | 2           |
| Saul Laverni     | 21.01.1970 | 11    | 58         | 1                                          | 4           |
| Juan Pompei      | 18.09.1968 | 11    | 53         | 0                                          | 0           |
| Luis Álvarez     | 14.11.1972 | 10    | 41         | 0                                          | 1           |
| Héctor Baldassi  | 05.01.1966 | 10    | 51         | 1                                          | 3           |
| Patricio Loustau | 15.04.1975 | 10    | 36         | 1                                          | 1           |
| Jorge Baliño     | 08.10.1979 | 8     | 44         | 5                                          | 2           |
| Federico Beligoy | 13.10.1969 | 8     | 38         | 1                                          | 3           |
| Gabriel Favale   | 19.07.1967 | 3     | 13         | 0                                          | 2           |
| Totaal           | Totaal     | 190   | 896        | 26                                         | 26          |

## Clausura

### Eindklassement
| №  | Club                               | WG | W  | G  | V  | DV | DT | +/– | Punten |
| -- | ---------------------------------- | -- | -- | -- | -- | -- | -- | --- | ------ |
|    | Argentinos Juniors                 | 19 | 12 | 5  | 2  | 35 | 23 | +12 | 41     |
| 2  | Estudiantes de La Plata            | 19 | 12 | 4  | 3  | 33 | 14 | +19 | 40     |
| 3  | Godoy Cruz Antonio Tomba           | 19 | 11 | 4  | 4  | 28 | 14 | +14 | 37     |
| 4  | Independiente                      | 19 | 10 | 4  | 5  | 25 | 18 | +7  | 34     |
| 5  | CA Banfield                        | 19 | 9  | 5  | 5  | 24 | 16 | +8  | 32     |
| 6  | Newell’s Old Boys                  | 19 | 8  | 6  | 5  | 32 | 18 | +14 | 30     |
| 7  | CA Lanús                           | 19 | 8  | 5  | 6  | 25 | 23 | +2  | 29     |
| 8  | Racing Club de Avellaneda          | 19 | 9  | 2  | 8  | 21 | 22 | –1  | 29     |
| 9  | CA Vélez Sársfield                 | 19 | 7  | 6  | 6  | 25 | 20 | +5  | 27     |
| 10 | Club Atlético Huracán              | 19 | 7  | 5  | 7  | 21 | 22 | –1  | 26     |
| 11 | Club Atlético Tigre                | 19 | 7  | 3  | 9  | 28 | 26 | +2  | 24     |
| 12 | Gimnasia y Esgrima de La Plata     | 19 | 6  | 6  | 7  | 21 | 29 | –8  | 24     |
| 13 | River Plate                        | 19 | 6  | 4  | 9  | 16 | 21 | –5  | 22     |
| 14 | Colón de Santa Fe                  | 19 | 4  | 9  | 6  | 20 | 32 | –12 | 21     |
| 15 | CA San Lorenzo de Almagro          | 19 | 6  | 2  | 11 | 16 | 21 | –5  | 20     |
| 16 | Boca Juniors                       | 19 | 5  | 5  | 9  | 28 | 35 | –7  | 20     |
| 17 | Rosario Central                    | 19 | 3  | 10 | 6  | 12 | 19 | –7  | 19     |
| 18 | Arsenal de Sarandí                 | 19 | 5  | 4  | 10 | 19 | 33 | –14 | 19     |
| 19 | Chacarita Juniors                  | 19 | 4  | 1  | 14 | 22 | 33 | –11 | 13     |
| 20 | Club Atlético San Martín (Tucumán) | 19 | 1  | 10 | 8  | 14 | 26 | –12 | 13     |

|  | Kwalificatie voor de tweede ronde van de Copa Libertadores 2010 |

### Topscorers
- In onderstaand overzicht zijn alleen de spelers opgenomen met tien of meer treffers achter hun naam.

| № | Speler              | Club                    | Goals | Pen. | Duels | Gem |
| - | ------------------- | ----------------------- | ----- | ---- | ----- | --- |
| 1 | Mauro Boselli       | Estudiantes de La Plata | 13    | 3    |       |     |
| 2 | Martín Palermo      | Boca Juniors            | 10    | 2    |       |     |
| 3 | Rubén Darío Ramírez | CA Banfield             | 10    | 2    |       |     |

### Scheidsrechters
| Naam             | Geboren    | Duels | Kreeg geel | Kreeg voor de tweede keer geel en dus rood | Weggestuurd |
| ---------------- | ---------- | ----- | ---------- | ------------------------------------------ | ----------- |
| Saul Laverni     | 21.01.1970 | 16    | 73         | 6                                          | 3           |
| Pablo Lunati     | 05.06.1967 | 16    | 55         | 2                                          | 2           |
| Rafael Furchi    | 28.01.1966 | 15    | 78         | 9                                          | 3           |
| Patricio Loustau | 15.04.1975 | 15    | 68         | 2                                          | 3           |
| Néstor Pitana    | 17.06.1975 | 15    | 76         | 2                                          | 4           |
| Juan Pompei      | 18.09.1968 | 14    | 73         | 4                                          | 2           |
| Sergio Pezzotta  | 28.11.1967 | 13    | 59         | 2                                          | 2           |
| Gabriel Favale   | 19.07.1967 | 12    | 43         | 2                                          | 1           |
| Carlos Maglio    | 07.07.1965 | 12    | 51         | 2                                          | 4           |
| Diego Abal       | 28.12.1971 | 10    | 39         | 2                                          | 4           |
| Federico Beligoy | 13.10.1969 | 10    | 48         | 3                                          | 4           |
| Javier Collado   | 29.08.1967 | 10    | 38         | 5                                          | 3           |
| Cristian Faraoni | 30.12.1973 | 9     | 53         | 3                                          | 0           |
| Héctor Baldassi  | 05.01.1966 | 6     | 23         | 4                                          | 0           |
| Jorge Baliño     | 08.10.1979 | 5     | 27         | 1                                          | 1           |
| Mauro Giannini   | 04.01.1977 | 5     | 27         | 4                                          | 2           |
| Luis Álvarez     | 14.11.1972 | 4     | 16         | 0                                          | 0           |
| Alejandro Toia   | 14.09.1964 | 1     | 3          | 0                                          | 0           |
| Totaal           | Totaal     | 188   | 850        | 53                                         | 38          |

## Degradatie
Aan het eind van elk seizoen degraderen de twee teams met de slechtste resultaten van de laatste drie seizoenen. Het is ingevoerd na de degradatie van San Lorenzo in 1980, en heeft Racing Club en Boca Juniors gered van degradatie na een enkel slecht seizoen.
- Degradatie: Chacarita Juniors, Club Atlético San Martín (Tucumán)
- Play-offs: Gimnasia y Esgrima de La Plata, Rosario Central

### Play-offs
| Wedstrijd                                            | Heenronde | Terugronde |
| ---------------------------------------------------- | --------- | ---------- |
| Rosario Central - CA All Boys                        | 1-1       | 0-3        |
| Gimnasia y Esgrima de La Plata - Atlético de Rafaela | 0-1       | 3-1        |